# 俄羅斯教堂 (索菲亞)

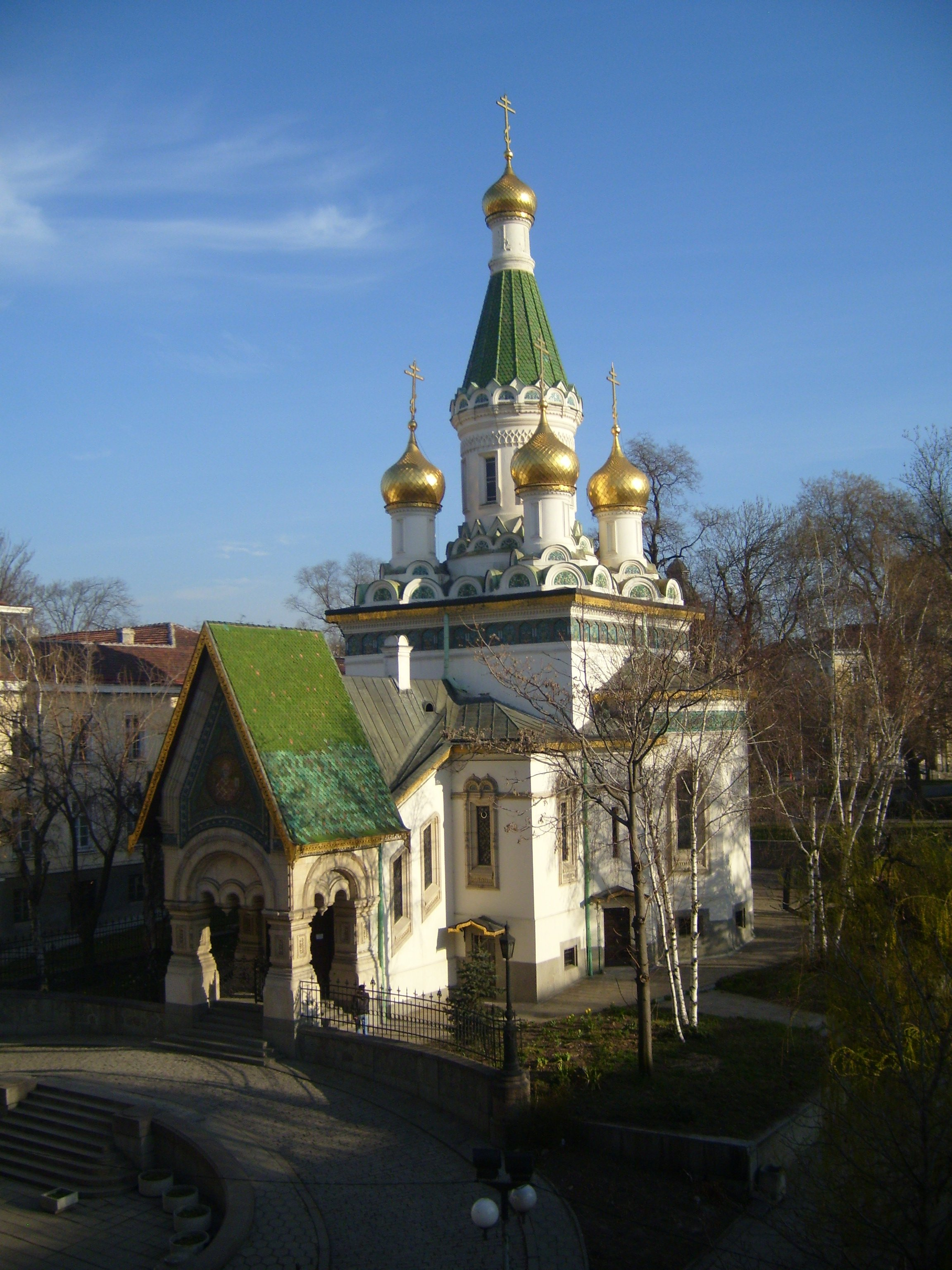
俄羅斯教堂，建於1914年

俄羅斯教堂（羅馬化：Ruska tsarkva），全名奇蹟創造者聖尼古拉教堂（羅馬化：tsarkva "Sv. Nikolay Chudotvorets"），是位於保加利亞索菲亞的俄羅斯正教會教堂。
教堂的所在地原本是一座清真寺，毀於1882年。教堂位於俄羅斯大使館旁，是當地俄羅斯人的信仰中心。
42°41′45″N 23°19′45″E / 42.6957°N 23.3291°E